# Passiflora subpeltata

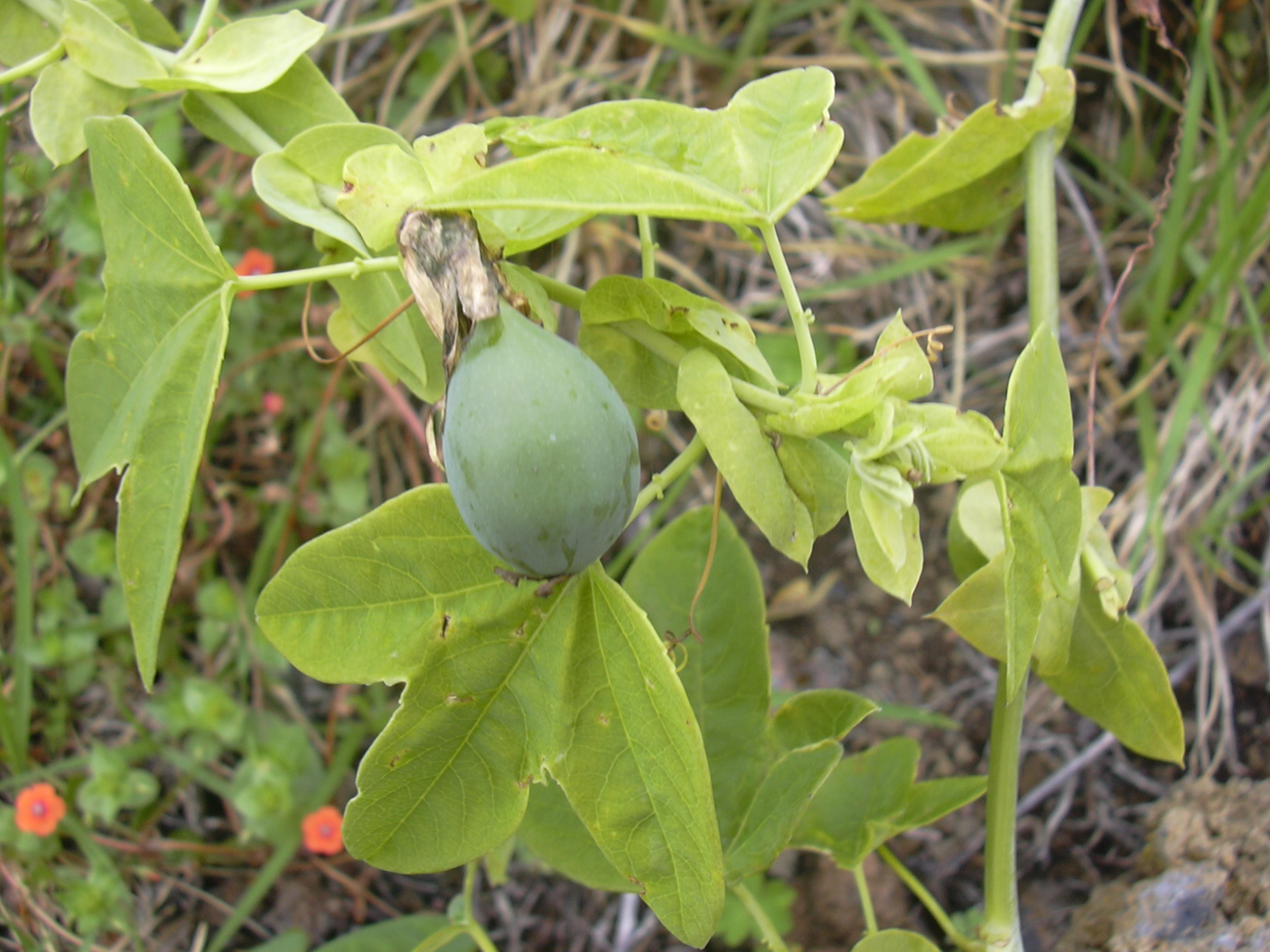
Owoc

Passiflora subpeltata Ortega – gatunek rośliny z rodziny męczennicowatych (Passifloraceae Juss. ex Kunth in Humb.). Występuje naturalnie w strefie międzyzwrotnikowej obu Ameryk na obszarze od Meksyku aż po Kolumbię i Wenezuelę. Ponadto został introdukowany w Australii. 

## Morfologia
PokrójZdrewniałe, trwałe, nagie liany.
LiściePotrójnie klapowane. Mają 3–10 cm długości. Prawie całobrzegie, z ostrym wierzchołkiem. Ogonek liściowy jest nagi i ma długość 20–50 mm. Przylistki są owalne o długości 10–30 mm.
KwiatyPłatki są białe.
OwoceSą jajowatego kształtu. Mają do 4 cm długości.